# Pristurus obsti
Pristurus obsti es una especie de gecos de la familia Sphaerodactylidae.

## Distribución geográfica yhábitat
Es endémica de Socotra (Yemen). Su rango altitudinal oscila entre 5 y 700 m s. n. m..